# Стражански пролом
Стражанският пролом е каньоновиден пролом на река Янтра в Северна България, в Средния Предбалкан, в синклиналното плато Стражата, в Община Габрово, област Габрово. Той разделя платото на две почти равни западна и източна част.
Проломът е с дължина около 6 km, а средната му надморска височина е 338 m. Той е тесен, всечен дълбоко в аптски и баремски песъчливи, варовити и мергелни скали. Склоновете му са стръмни, на много места отвесни, частично покрити с широколистни храстови гори.
Започва северно от град Габрово, на 365 m н.в. и се насочва на север. С множество завои и меандри реката си е проправила път през платото, като в района на село Солари е приблизително средата му като тук надморската му височина е около 338 m. След това реката продължава да меандрира, прави голяма дъга, изпъкнала на запад и завършва южно от село Янтра на 287 m н.в.
Проломът е трудно проходим дори пеша. Високо горе по края на долинните му склонове са разположени селата Шарани, Банковци, Гръблевци, Солари и Иванили (на запад от пролома) и селата Попари, Мичковци и Старилковци (на изток от него). В района на село Иванили, на левия (западен) долинен склон на пролома се намират интересните Иванилски водопади.

## Топографска карта
- Лист от карта K-35-39. Мащаб: 1 : 100 000.